# Alosa pseudoharengus
Alosa pseudoharengus (Wilson, 1811) è un pesce osseo marino e d'acqua dolce della famiglia Clupeidae.

## Distribuzione e habitat
È endemico dell'Oceano Atlantico nordoccidentale, si trova lungo le coste atlantiche nordamericane tra la Nuova Scozia (Canada) e la Carolina del Nord (USA) nonché nei corsi d'acqua tributari di questa area. Ci sono popolazioni che passano tutta la vita in acqua dolce nel Lago Cayuga e nel Lago Seneca nello Stato di New York. È stata introdotta (o meglio transfaunata) nel lago Ontario da cui si è diffusa nel resto dei Grandi Laghi con effetti dannosi sull'ittiofauna autoctona e sulle industrie legate alla pesca.
Si tratta di una specie anadroma che nell'epoca riproduttiva risale i fiumi per la deposizione delle uova. Le popolazioni lacustri risalgono i fiumi tributari del lago in cui vivono. In mare vive in prossimità degli estuari, senza avventurarsi lontano dagli sbocchi d'acqua dolce. Anche piccoli ruscelli possono essere idonei per la riproduzione.

## Descrizione
L'aspetto di questo pesce è simile agli altri membri del genere Alosa, con corpo abbastanza compresso ai lati e una carena ventrale di scaglie appuntite. Nei giovanili sono presenti piccoli denti all'estremità delle mascelle. L'occhio è piuttosto grande, il suo diametro è maggiore della lunghezza del muso. La colorazione del pesce vivo è argentea con riflessi verdastri sul dorso e una macchia rotondeggiante scura dietro l'opercolo.
La taglia media è sui 30 cm, la massima di circa 40 cm. Il peso massimo noto è di 200 grammi.

## Biologia

### Alimentazione
Gli adulti si alimentano di piccoli crostacei e pesci, i giovanili in acqua dolce predano crostacei ostracodi e copepodi nonché alghe diatomee.

### Riproduzione
Si riproduce nei tratti fluviali a corrente moderata. Dopo la riproduzione ritornano immediatamente in mare. I giovanili rimangono nel luogo di nascita fino a che non raggiungono 1 cm di lunghezza. La migrazione verso il mare dei nuovi nati avviene in autunno.

## Pesca
Questa specie ha una certa importanza per la pesca commerciale sia per il consumo umano che come esca per i crostacei e, talvolta, come cibo per animali domestici.

## Conservazione
Sebbene le popolazioni introdotte nei Grandi Laghi siano abbondanti nell'areale naturale questa specie risente della sovrapesca, dell'inquinamento idrico e della presenza di sbarramenti fluviali che ostacolano le migrazioni riproduttive.